# Canis
Canis  er en slægt i hundefamilien. Den omfatter hovedsageligt de større arter i familien som ulve og sjakaler. Det videnskabelige navn på slægten er latin for "hund".

## Arter
Ifølge organisationen IUCN har slægten 7 arter:
- Stribet sjakal (Canis adustus)
- Guldsjakal (Canis aureus)
- Prærieulv (Canis latrans)
- Ulv (Canis lupus) - omfatter bland andet tamhund (C. l. familiaris) og dingo (C. l. dingo)
- Skaberaksjakal (Canis mesomelas)
- Rødulv (Canis rufus) - regnes undertiden som underart til ulv.
- Abessinsk ræv (Canis simensis)

Herudover blev Canis anthus i 2015 anerkendt som en art. Den blev tidligere betragtet som den afrikanske gren af guldsjakalen. Kæmpeulven Canis dirus uddøde i forhistorisk tid og medregnes derfor ikke. Det er desuden omstridt om nordamerikanske underart af ulven, Canis lupus lycaon, er en selvstændig art (Canis lycaon) eller måske en krydsning mellem ulv og prærieulv.